# Cot Montujuh
Cot Montujuh är en kulle i Indonesien.   Den ligger i provinsen Aceh, i den västra delen av landet, 1 700 km nordväst om huvudstaden Jakarta. Toppen på Cot Montujuh är 28 meter över havet.
Terrängen runt Cot Montujuh är platt. Havet är nära Cot Montujuh åt nordost. Runt Cot Montujuh är det tätbefolkat, med 550 invånare per kvadratkilometer. Närmaste större samhälle är Lhokseumawe, 6,4 km norr om Cot Montujuh. I omgivningarna runt Cot Montujuh växer i huvudsak städsegrön lövskog.